# Tom Aage Aarnes
Tom Aage Aarnes (Oslo, 25 januari 1977) is een voormalig Noorse schansspringer.
Bij de Worldcup finishte hij eenmaal bij de top 30, dat was namelijk in november 1998 toen hij een 23e behaalde in Lysgårdsbakken. Hij nam ook deel aan Zakopane (januari 1998) en Engelberg (januari 1999) en Iron Mountain (februari 2000). Hij komt uit voor de club Eidsvold IF.
Op 23 september 2001 werd hij positief getest op het gebruik van amfetamine. Hij werd voor twee jaar geschorst (december 2001-december 2003).
Hij woont in Bø i Telemark.